# Ogoniok (chanson)
Ne doit pas être confondu avec Ogoniok.
Ogoniok (en russe : Огонёк, soit « le petit feu ») est une chanson russe évoquant la tristesse de la séparation d'un homme et de sa petite amie durant la Grande Guerre patriotique.

## Histoire
Le thème et les paroles d'Ogoniok remontent à un poème écrit en 1942 par Mikhail Isakovsky, qui a ensuite composé les paroles de la chanson. La musique a été écrite en 1943 par Mikhaïl Nikonenko,. La chanson a été popularisée durant la Seconde Guerre mondiale, car de nombreux soldats soviétiques possédaient à un accordéon et, lorsqu'ils se reposaient, ils jouaient souvent des chansons patriotiques et émouvantes. Cette chanson en particulier a séduit le peuple russe et l'a rendue très populaire.

## Popularité au Japon
La chanson était très populaire au Japon, où elle était connue sous le nom de Tomoshibi (en japonais : 灯, une lampe). Sa popularité est concomitante de celle de la chanson Katioucha, représentante de The Singing Voice of Japan, un mouvement musical et politique au Japon, ainsi qu'à l'ouverture d'un café musical en 1955, qui utilisait cette chanson comme jingle.